# Keanin Ayer
Keanin Ayer (Eldorado Park, 2000. április 21. –) dél-afrikai labdarúgó, a norvég Sandefjord középpályása.

## Pályafutása
Keanin Ayer a dél-afrikai Eldorado Parkban született. Az ifjúsági pályafutását a ghánai Right to Dream Academy csapatában kezdte. 
2018-ban mutatkozott be a svéd másodosztályban szereplő Varbergs BoIS felnőtt csapatában. Először a 2018. augusztus 27-ei, Jönköpings elleni mérkőzésen lépett pályára. Első gólját 2019. augusztus 3-án, a Degerfors ellen 3–1-re elvesztett találkozón szerezte. A 2019-es szezonban Ayer 29 mérkőzésen elért 2 góljával is hozzájárult a klub első osztályba való feljutásában. 
2022. január 8-án a norvég Sandefjord együtteséhez igazolt.

## Statisztikák
2022. szeptember 18. szerint
| Klub          | Szezon   | Osztály     | Bajnokság | Bajnokság | Kupa  | Kupa | Nemzetközi | Nemzetközi | Összesen | Összesen |
| Klub          | Szezon   | Osztály     | Meccs     | Gól       | Meccs | Gól  | Meccs      | Gól        | Meccs    | Gól      |
| ------------- | -------- | ----------- | --------- | --------- | ----- | ---- | ---------- | ---------- | -------- | -------- |
| Varbergs BoIS | 2018     | Superettan  | 9         | 0         | 2     | 0    | —          | —          | 11       | 0        |
| Varbergs BoIS | 2019     | Superettan  | 29        | 2         | 3     | 0    | —          | —          | 32       | 2        |
| Varbergs BoIS | 2020     | Allsvenskan | 23        | 1         | 1     | 0    | —          | —          | 24       | 1        |
| Varbergs BoIS | 2021     | Allsvenskan | 3         | 0         | 1     | 1    | —          | —          | 4        | 1        |
| Varbergs BoIS | Összesen | Összesen    | 64        | 3         | 7     | 1    | 0          | 0          | 71       | 4        |
| Sandefjord    | 2022     | Eliteserien | 15        | 3         | 2     | 1    | —          | —          | 17       | 4        |
| Összesen      | Összesen | Összesen    | 79        | 6         | 9     | 2    | 0          | 0          | 88       | 8        |

## Sikerei, díjai
Varbergs BoIS
- Superettan
  - Feljutó (1): 2019

## Fordítás
Ez a szócikk részben vagy egészben  a   Keanin Ayer című angol Wikipédia-szócikk fordításán alapul.  Az eredeti cikk szerkesztőit annak laptörténete sorolja fel. Ez a jelzés csupán a megfogalmazás eredetét és a szerzői jogokat jelzi, nem szolgál a cikkben szereplő információk forrásmegjelöléseként.